# Jörg Mahlstedt
Jörg Mahlstedt (* 25. Februar 1943 in Nienburg/Weser; † 12. November 2011 in Berlin) war ein deutscher Nuklearmediziner und Standespolitiker.

## Leben und Wirken
Mahlstedt studierte in Freiburg im Breisgau, Innsbruck und Wien Medizin. Nach Promotion und Staatsexamen 1968 in Freiburg war er Medizinalassistent in Pharmakologie, Gynäkologie und Geburtshilfe, Chirurgie, Anästhesie und Innerer Medizin. An der Universität Marburg absolvierte er seine Weiterbildung und wurde 1971 Facharzt für Nuklearmedizin. Im selben Jahr habilitierte er sich auch.
1979 wurde Mahlstedt Professor für Nuklearmedizin an der Friedrich-Alexander-Universität Erlangen-Nürnberg. 1987 ging er zunächst in eine Gemeinschaftspraxis, bevor er 1989 in Essen eine Praxisgemeinschaft gründete, die zuletzt mit zehn Ärzten und 50 nicht-ärztlichen Mitarbeitern betrieben wurde.
Mahlstedt war langjähriger Vorsitzender des Berufsverbandes Deutscher Nuklearmediziner (BDN) und Mitglied der Facharztkommission der Kassenärztlichen Bundesvereinigung. Während seiner Zeit an der Universität Erlangen-Nürnberg war er Mitherausgeber der Zeitschrift Nuc compact – compact news in nuclear medicine und seit 2003 der Zeitschrift Der Nuklearmediziner.
Mahlstedt war verheiratet und hatte zwei Kinder.

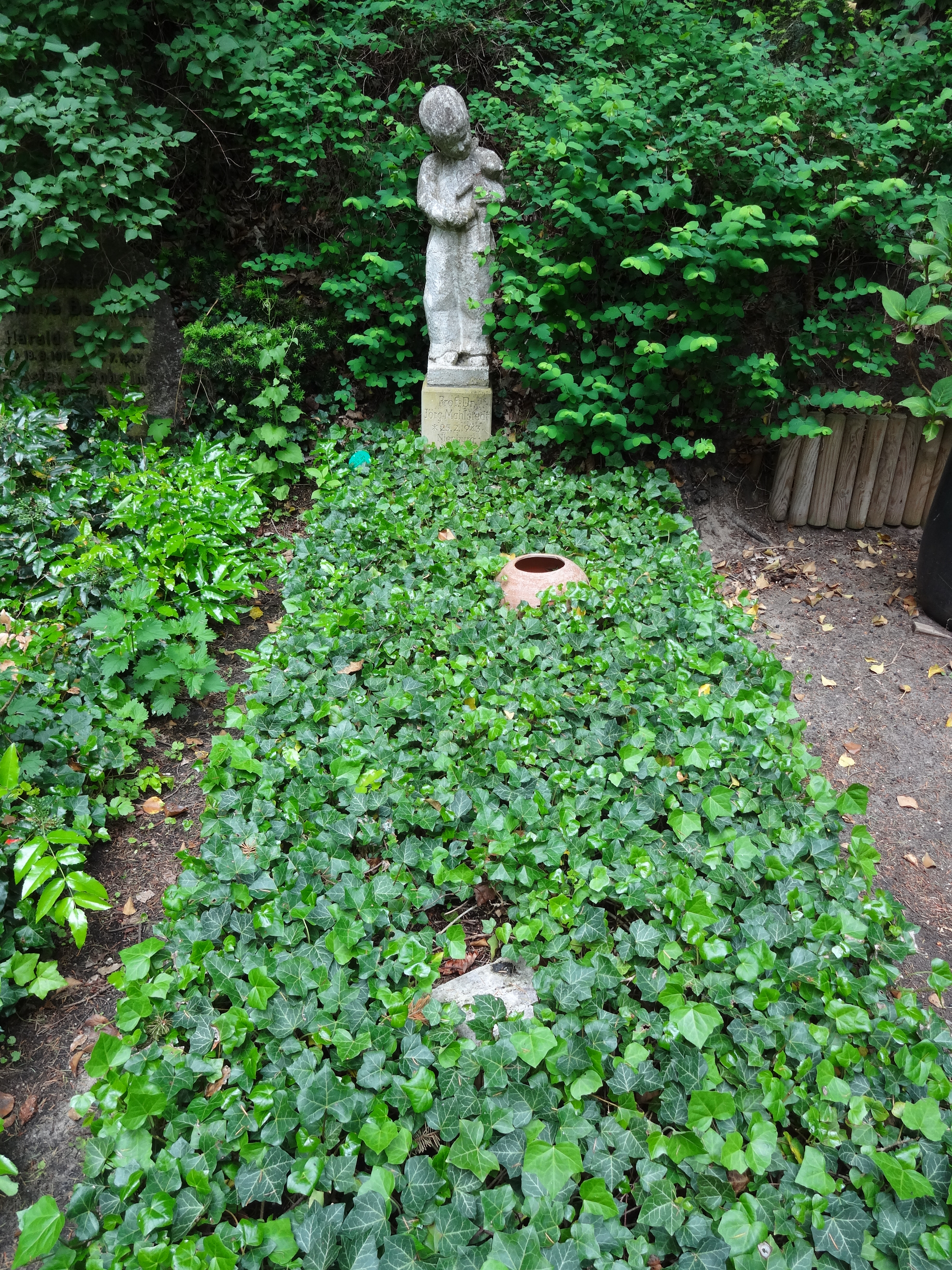
Das Grab von Jörg Mahlstedt auf dem Friedhof Heerstraße in Berlin-Westend

Jörg Mahlstedt starb plötzlich im November 2011 im Alter von 68 Jahren in Berlin. Seine letzte Ruhestätte ist ein Erbbegräbnis auf dem landeseigenen Friedhof Heerstraße in Berlin-Westend (Grablage: I-Erb.-1-D).
2012 schrieb der BDN erstmals den Jörg-Mahlstedt-Gedächtnis-Preis „für wissenschaftliche Originalarbeiten auf dem Gebiet der Weiterentwicklung klinisch angewandter nuklearmedizinischer Diagnostik“ aus. Der Preis ist mit 2500 Euro dotiert.